# I Am the True Vine
I Am the True Vine (en français : « Je suis la vraie vigne ») est une œuvre écrite en 1996 pour chœur seul par le compositeur estonien Arvo Pärt, associé au mouvement de musique minimaliste.

## Historique
I Am the True Vine est une pièce pour chœur mixte reprenant les paroles de l'évangile selon Jean. Sa création mondiale a eu lieu le 22 juin 1996 dans la cathédrale de Norwich au Royaume-Uni par le chœur de la cathédrale dirigé par David Dannett.

## Structure
I Am the True Vine est constitué d'un mouvement unique dont l'exécution dure environ de 8 à 10 minutes selon les versions.

## Discographie sélective
- I Am the True Vine par The Pro Arte Singers dirigé par Paul Hillier chez Harmonia Mundi, 2000.
- Sur le disque Triodion par l'Ensemble Polyphony chez Hyperion, 2003.